# チャップリンの悔悟
『チャップリンの悔悟』(Police) は、チャーリー・チャップリンのエッサネイ社における14作目のサイレント映画。1916年公開。撮影はロサンゼルスにあるエッサネイ社のマジェスティック・スタジオで行われた。別邦題は『チャップリンの改心』、『チャップリンの改悟』。共演はエドナ・パーヴァイアンス、ウェズリー・ラッグルズ他。
チャップリンがエッサネイ社との契約で製作した最後の作品である。しかしエッサネイ社は1918年、本作の一部分や、『生活』 (Life) と題されたチャップリンの未完のフィルムなどを再編集し、『三つ巴事件』 (Triple Trouble)というタイトルで公開した。チャップリンは『三つ巴事件』を自分の作品として認めていない。

## あらすじ
刑務所から釈放されたばかりの前科者(チャップリン)は、牧師を騙った詐欺師に金を巻き上げられ、すぐに娑婆の生活が嫌になる。その時、刑務所で同房だった男(ラッグルズ)に出会い、一緒にある家に泥棒に押し入る。彼らはその家の娘(エドナ)に遭遇してしまうが、娘は何とか彼らを改心させようとする。

## キャスト
- 前科者：チャーリー・チャップリン
- 娘：エドナ・パーヴァイアンス
- 服役をくり返す泥棒：ウェズリー・ラッグルズ
- 果物売り・簡易宿泊所の主人・警官 (三役)：レオ・ホワイト
- 牧師を騙る詐欺師・警官A (二役)：ビリー・アームストロング
- 本物の牧師・警官B (二役)：フレッド・グッドウィンズ
- 酔っ払い・簡易宿泊所の客 (二役)：ジェームズ・T・ケリー
- 警官：ジョン・ランド
- 簡易宿泊所の客：バド・ジェイミソン

### 日本語吹替
| 俳優                     | 日本語吹替 |
| ------------------------ | ---------- |
| チャールズ・チャップリン | 森川智之   |
| エドナ・パーヴァイアンス | 中司ゆう花 |
| ウェズリー・ラッグルズ   | 落合弘治   |
| レオ・ホワイト           | 板取政明   |
| （ナレーター）           | 羽佐間道夫 |

- 初回放送2014年12月7日スター・チャンネル[2]

この作品はサイレント映画だが、チャップリンのデビュー100周年を記念し、日本チャップリン協会監修のもと、スターチャンネルで日本語吹替が製作された。